# Bryn Merrick
Bryn Merrick (12. října 1958 – 12. září 2015) byl velšský baskytarista. Narodil se ve městě Barry na jihu Walesu jako nejmladší ze tří sourozenců. Později se usadil v Cardiffu, kde hrál s kapelou Victimize. V roce 1983 nahradil Paula Graye ve skupině The Damned. S kapelou nahrál desky Phantasmagoria (1985) a Anything (1986). Skupinu opustil v roce 1989. Rovněž byl členem jednorázového projektu Naz Nomad and the Nightmares, v němž působili i další členové The Damned. Později působil ve skupině Bug, avšak kvůli nehodě na motocyklu se v roce 1992 přestal hudbě věnovat. Ke konci svého života byl členem skupiny The Shamones věnující se odkazu americké kapely Ramones. Ve skupině hrál od roku 2010. Zemřel v září 2015 v cardiffské nemocnici Llandough Hospital na rakovinu. Na zdejším onkologickém oddělení se setkal s Paulem Grayem.